# Algimantas Urmonas
Algimantas Urmonas (* 13. März 1942 in Kaunas, Litauische SSR) ist ein litauischer Jurist, Verwaltungsrechtler und Kriminologe sowie Professor an der Mykolas-Romer-Universität (MRU).

## Leben
Von 1965 bis 1970 absolvierte er das Diplomstudium der Rechtswissenschaften an der Universität Vilnius, von 1973 bis 1977 promovierte und 1979 habilitierte er in Sowjetrussland in Strafrecht und Kriminologie zum Thema. Im Mai 2006 habilitierte er an der MRU in Verwaltungsrecht zum Thema „Socialiniai pokyčiai ir žmogiškieji santykiai administracinės teisės erdvėje“.
Von 1970 bis 1984 arbeitete er als wissenschaftlicher Mitarbeiter in der Abteilung für Kriminalitätsursachenforschung am Litauischen Zentrum für Gerichtsexpertise, von 1984 bis 1990 unterrichtete er in der Abteilung Vilnius der Milizhochschule Minsk Verwaltungsrecht und Kriminologie. Von 1993 bis 2001 leitete er eine Unterabteilung im Innenministerium Litauens.
Ab 2005 leitet er den Lehrstuhl für Verwaltungsrecht und Verwaltungsprozess der MRU und seit 2006 ist er Professor. 